# Sentimental Train
„Sentimental Train” (jap. センチメンタルトレイン Senchimentaru Torein) – pięćdziesiąty trzeci singel japońskiego zespołu AKB48, wydany w Japonii 19 września 2018 roku przez You! Be Cool.
Singel został wydany w jedenastu edycjach: pięciu regularnych i pięciu limitowanych (Type A, Type B, Type C, Type D, Type E) oraz „teatralnej” (CD). Osiągnął 1 pozycję w rankingu Oricon i pozostał na liście przez 20 tygodni. Singel zdobył status płyty Milion.

## Lista utworów
Wszystkie utwory zostały napisane przez Yasushiego Akimoto.

### Type A
| CD | CD                                                                       | CD               | CD               | CD      |
| Nr | Tytuł utworu                                                             | Kompozycja       | Aranżacja        | Długość |
| -- | ------------------------------------------------------------------------ | ---------------- | ---------------- | ------- |
| 1. | „Sentimental Train” (jap. センチメンタルトレイン)                        | Hiroyuki Himeno  | Hiroyuki Himeno  |         |
| 2. | „Sandal ja dekinai koi” (jap. サンダルじゃできない恋) (wyk. Under Girls) | Atelier LadyBird | Atelier LadyBird |         |
| 3. | „Tomodachi ja nai ka?” (jap. 友達じゃないか?) (wyk. Next Girls)          | Tomokazu Yamada  | Shōhei Sumiya    |         |
| 4. | „Sentimental Train” (jap. センチメンタルトレイン) (off vocal ver.)       | Hiroyuki Himeno  | Hiroyuki Himeno  |         |
| 5. | „Sandal ja dekinai koi” (jap. サンダルじゃできない恋) (off vocal ver.)   | Atelier LadyBird | Atelier LadyBird |         |
| 6. | „Tomodachi ja nai ka?” (jap. 友達じゃないか? (off vocal ver.)            | Tomokazu Yamada  | Shōhei Sumiya    |         |

| DVD | DVD                                                                 | DVD     |
| Nr  | Tytuł utworu                                                        | Długość |
| --- | ------------------------------------------------------------------- | ------- |
| 1.  | „Sentimental Train” (jap. センチメンタルトレイン) (Music Video)     |         |
| 2.  | „Sandal ja dekinai koi” (jap. サンダルじゃできない恋) (Music Video) |         |
| 3.  | „Tomodachi ja nai ka?” (jap. 友達じゃないか?) (Music Video)         |         |

### Type B
| CD | CD                                                                       | CD               | CD               | CD      |
| Nr | Tytuł utworu                                                             | Kompozycja       | Aranżacja        | Długość |
| -- | ------------------------------------------------------------------------ | ---------------- | ---------------- | ------- |
| 1. | „Sentimental Train” (jap. センチメンタルトレイン)                        | Hiroyuki Himeno  | Hiroyuki Himeno  |         |
| 2. | „Sandal ja dekinai koi” (jap. サンダルじゃできない恋) (wyk. Under Girls) | Atelier LadyBird | Atelier LadyBird |         |
| 3. | „Aru hi fui ni...” (jap. ある日 ふいに…) (wyk. Future Girls)             | Ichirō Fujiya    | Ichirō Fujiya    |         |
| 4. | „Sentimental Train” (jap. センチメンタルトレイン) (off vocal ver.)       | Hiroyuki Himeno  | Hiroyuki Himeno  |         |
| 5. | „Sandal ja dekinai koi” (jap. サンダルじゃできない恋) (off vocal ver.)   | Atelier LadyBird | Atelier LadyBird |         |
| 6. | „Aru hi fui ni...” (jap. ある日 ふいに… (off vocal ver.)                 | Ichirō Fujiya    | Ichirō Fujiya    |         |

| DVD | DVD                                                                 | DVD     |
| Nr  | Tytuł utworu                                                        | Długość |
| --- | ------------------------------------------------------------------- | ------- |
| 1.  | „Sentimental Train” (jap. センチメンタルトレイン) (Music Video)     |         |
| 2.  | „Sandal ja dekinai koi” (jap. サンダルじゃできない恋) (Music Video) |         |
| 3.  | „Aru hi fui ni...” (jap. ある日 ふいに…) (Music Video)              |         |

### Type C
| CD | CD                                                                       | CD               | CD               | CD      |
| Nr | Tytuł utworu                                                             | Kompozycja       | Aranżacja        | Długość |
| -- | ------------------------------------------------------------------------ | ---------------- | ---------------- | ------- |
| 1. | „Sentimental Train” (jap. センチメンタルトレイン)                        | Hiroyuki Himeno  | Hiroyuki Himeno  |         |
| 2. | „Sandal ja dekinai koi” (jap. サンダルじゃできない恋) (wyk. Under Girls) | Atelier LadyBird | Atelier LadyBird |         |
| 3. | „Hitonatsu no dekigoto” (jap. ひと夏の出来事) (wyk. Upcoming Girls)      | Yōji Noi         | Yōji Noi         |         |
| 4. | „Sentimental Train” (jap. センチメンタルトレイン) (off vocal ver.)       | Hiroyuki Himeno  | Hiroyuki Himeno  |         |
| 5. | „Sandal ja dekinai koi” (jap. サンダルじゃできない恋) (off vocal ver.)   | Atelier LadyBird | Atelier LadyBird |         |
| 6. | „Hitonatsu no dekigoto” (jap. ひと夏の出来事) (off vocal ver.)           | Yōji Noi         | Yōji Noi         |         |

| DVD | DVD                                                                 | DVD     |
| Nr  | Tytuł utworu                                                        | Długość |
| --- | ------------------------------------------------------------------- | ------- |
| 1.  | „Sentimental Train” (jap. センチメンタルトレイン) (Music Video)     |         |
| 2.  | „Sandal ja dekinai koi” (jap. サンダルじゃできない恋) (Music Video) |         |
| 3.  | „Hitonatsu no dekigoto” (jap. ひと夏の出来事) (Music Video)         |         |

### Type D
| CD | CD                                                                                                 | CD               | CD               | CD      |
| Nr | Tytuł utworu                                                                                       | Kompozycja       | Aranżacja        | Długość |
| -- | -------------------------------------------------------------------------------------------------- | ---------------- | ---------------- | ------- |
| 1. | „Sentimental Train” (jap. センチメンタルトレイン)                                                  | Hiroyuki Himeno  | Hiroyuki Himeno  |         |
| 2. | „Sandal ja dekinai koi” (jap. サンダルじゃできない恋) (wyk. Under Girls)                           | Atelier LadyBird | Atelier LadyBird |         |
| 3. | „Nami ga tsutaeru mono” (jap. 波が伝えるもの) (wyk. Dai 10 Kai Sekai Senbatsu Sōsenkyo Kinen Waku) | Melon Kinoshita  | Melon Kinoshita  |         |
| 4. | „Sentimental Train” (jap. センチメンタルトレイン) (off vocal ver.)                                 | Hiroyuki Himeno  | Hiroyuki Himeno  |         |
| 5. | „Sandal ja dekinai koi” (jap. サンダルじゃできない恋) (off vocal ver.)                             | Atelier LadyBird | Atelier LadyBird |         |
| 6. | „Nami ga tsutaeru mono” (jap. 波が伝えるもの) (off vocal ver.)                                     | Melon Kinoshita  | Melon Kinoshita  |         |

| DVD | DVD                                                                 | DVD     |
| Nr  | Tytuł utworu                                                        | Długość |
| --- | ------------------------------------------------------------------- | ------- |
| 1.  | „Sentimental Train” (jap. センチメンタルトレイン) (Music Video)     |         |
| 2.  | „Sandal ja dekinai koi” (jap. サンダルじゃできない恋) (Music Video) |         |
| 3.  | „Nami ga tsutaeru mono” (jap. 波が伝えるもの) (Music Video)         |         |

### Type E
| CD | CD                                                                       | CD               | CD               | CD      |
| Nr | Tytuł utworu                                                             | Kompozycja       | Aranżacja        | Długość |
| -- | ------------------------------------------------------------------------ | ---------------- | ---------------- | ------- |
| 1. | „Sentimental Train” (jap. センチメンタルトレイン)                        | Hiroyuki Himeno  | Hiroyuki Himeno  |         |
| 2. | „Sandal ja dekinai koi” (jap. サンダルじゃできない恋) (wyk. Under Girls) | Atelier LadyBird | Atelier LadyBird |         |
| 3. | „"Suki" no tane” (jap. “好き”のたね) (wyk. SHOWROOM Senbatsu)            | Linia            | Wakatabe Makoto  |         |
| 4. | „Sentimental Train” (jap. センチメンタルトレイン) (off vocal ver.)       | Hiroyuki Himeno  | Hiroyuki Himeno  |         |
| 5. | „Sandal ja dekinai koi” (jap. サンダルじゃできない恋) (off vocal ver.)   | Atelier LadyBird | Atelier LadyBird |         |
| 6. | „"Suki" no tane” (jap. “好き”のたね) (off vocal ver.)                    | Linia            | Wakatabe Makoto  |         |

| DVD | DVD                                                                 | DVD     |
| Nr  | Tytuł utworu                                                        | Długość |
| --- | ------------------------------------------------------------------- | ------- |
| 1.  | „Sentimental Train” (jap. センチメンタルトレイン) (Music Video)     |         |
| 2.  | „Sandal ja dekinai koi” (jap. サンダルじゃできない恋) (Music Video) |         |
| 3.  | „"Suki" no tane” (jap. “好き”のたね) (Music Video)                  |         |

### Wer. teatralna
| CD | CD                                                                       | CD               | CD               | CD      |
| Nr | Tytuł utworu                                                             | Kompozycja       | Aranżacja        | Długość |
| -- | ------------------------------------------------------------------------ | ---------------- | ---------------- | ------- |
| 1. | „Sentimental Train” (jap. センチメンタルトレイン)                        | Hiroyuki Himeno  | Hiroyuki Himeno  |         |
| 2. | „Sandal ja dekinai koi” (jap. サンダルじゃできない恋) (wyk. Under Girls) | Atelier LadyBird | Atelier LadyBird |         |
| 3. | „Yuri o sakaseru ka?” (jap. 百合を咲かせるか?)                           | Melon Kinoshita  | Melon Kinoshita  |         |
| 4. | „Sentimental Train” (jap. センチメンタルトレイン) (off vocal ver.)       | Hiroyuki Himeno  | Hiroyuki Himeno  |         |
| 5. | „Sandal ja dekinai koi” (jap. サンダルじゃできない恋) (off vocal ver.)   | Atelier LadyBird | Atelier LadyBird |         |
| 6. | „Yuri o sakaseru ka?” (jap. 百合を咲かせるか?) (off vocal ver.)          | Melon Kinoshita  | Melon Kinoshita  |         |

## Skład zespołu
Członkinie, które wzięły udział w nagraniu singla, zostały wybrane w drodze głosowania AKB48 53rd Single Sekai Senbatsu Sōsenkyo ~Sekai no Center wa dare da?~ (jap. AKB48 53rdシングル 世界選抜総選挙 〜世界のセンターは誰だ？〜):
| „Sentimental Train” |
| --- |
| - AKB48 Team A: Mion Mukaichi (13.), Yui Yokoyama (6.) - AKB48 Team K: Tomu Mutō (7.) - AKB48 Team B: Juri Takahashi (12.) - AKB48 Team 4 / STU48: Nana Okada (5.) - SKE48 Team S: Jurina Matsui (środek, 1..) - SKE48 Team KII: Mina Ōba (8.), Sarina Sōda (11.), Nao Furuhata (15.) - SKE48 Team E: Akari Suda (2.) - NMB48 Team M: Akari Yoshida (14.) - HKT48 Team H: Miku Tanaka (10.), Nako Yabuki (9.) - HKT48 Team KIV: Sakura Miyawaki (3.) - NGT48 Team NIII: Yuka Ogino (4.) - NGT48 Team G: Hinata Honma (16.) |

| „Sandal ja dekinai koi” |
| --- |
| - AKB48 Team K: Mako Kojima (19.), Minami Minegishi (32.) - AKB48 Team B: Saho Iwatate (22.), Seina Fukuoka (31.) - AKB48 Team 8 / AKB48 Team A: Yui Oguri (25.) - SKE48 Team S: Ryōha Kitagawa (27.) - SKE48 Team KII: Kaori Matsumura (środek, 17.), Yuki Arai (28.), Akane Takayanagi (18.) - SKE48 Team E: Maya Sugawara (29.) - NMB48 Team M: Miru Shiroma (20.) - NMB48 Team BII: Yūri Ōta (23.) - HKT48 Team H: Meru Tashima (26.) - NGT48 Team NIII: Minami Katō (30.), Marina Nishigata (24.) - NGT48 Team G: Miharu Nara (21.) |

| „Tomodachi ja nai ka?” |
| --- |
| - AKB48 Team A: Rena Katō (36.) - AKB48 Team B: Yukari Sasaki (44.), Megu Taniguchi (środek, 33.) - AKB48 Team 4: Saya Kawamoto (41.) - AKB48 Team 8 / AKB48 Team 4: Momoka Ōnishi (38.), Nagisa Sakaguchi (47.) - SKE48 Team KII: Mikoto Uchiyama (42.), Yūna Ego (35.), Yuna Obata (34.) - SKE48 Team E: Haruka Kumazaki (46.), Ōka Suenaga (45.) - HKT48 Team KIV: Mio Tomonaga (48.), Mai Fuchigami (40.) - NGT48 Team NIII: Nanako Nishimura (43.) - NGT48 Team G: Rika Nakai (37.) - BNK48 Team BIII: Areekul Cherprang (39.) |

| „Aru hi fui ni...” |
| --- |
| - AKB48 Team K: Haruka Komiyama (52.) - AKB48 Team 8 / AKB48 Team A: Okabe Rin (58.) - AKB48 Team 8 / AKB48 Team K: Erina Oda (60.), Narumi Kuranoo (środek, 49.) - AKB48 Team 8 / AKB48 Team B: Nao Ōta (62.) - SKE48 Team S: Rena Isshiki (56.) - SKE48 Team KII: Saki Takeuchi (51.) - SKE48 Team E: Natsuki Kamata (59.) - NMB48 Team N: Kokoro Naiki (54.) - NMB48 Team M: Nagisa Shibuya (57.) - HKT48 Team H: Hiroka Komada (61.), Natsumi Tanaka (63.), Natsumi Matsuoka (55.) - HKT48 Team TII: Ayaka Oda (50.) - NGT48 Team NIII: Ayaka Tano (53.) - NGT48 Team G: Ayuka Nakamura (64.) |

| „Hitonatsu no dekigoto” |
| --- |
| - AKB48 Team A: Gotō Moe (środek, 65.) - AKB48 Team B: Satone Kubo (75.) - SKE48 Team S: Miku Okada (78.) - SKE48 Team KII: Shiori Aoki (80.), Yuzuki Hidaka (76.) - SKE48 Team E: Yūki Takahata (68.) - NMB48 Team BII: Eriko Jō (79.) - HKT48 Team H: Yuka Akiyoshi (73.) - HKT48 Team KIV: Aoi Motomura (71.) - HKT48 Team TII: Hana Matsuoka (66.) - NGT48 Team NIII: Moeka Takakura (67.) - NGT48 Team G: Tsugumi Oguma (69.), Rena Hasegawa (77.), Maho Yamaguchi (70.) - STU48: Yumiko Takino (74.) - BNK48 Team BIII: Praewa Suthamphong (72.) |

| „Nami ga tsutaeru mono” |
| --- |
| - AKB48 Team A: Ayana Shinozaki (94.) - AKB48 Team B: Shizuka Ōya (100.) - AKB48 Team 4: Miyū Ōmori (88.), Ma Chia-ling (97.), Mizuki Yamauchi (92.) - AKB48 Team 8 / AKB48 Team K: Nanami Yamada (95.) - AKB48 Team 8 / AKB48 Team B: Hitomi Honda (82.) - SKE48 Team KII: Airi Mizuno (93.) - SKE48 Team E: Marika Tani (89.) - NMB48 Team M: Yūka Katō (86.) - NMB48 Team BII: Rei Jōnishi (98.), Sae Murase (90.) - HKT48 Team H: Aki Toyonaga (83.) - HKT48 Team KIV: Nao Ueki (środek, 81.), Hirona Unjō (84.), Yuki Shimono (85.) - HKT48 Team TII: Sae Kurihara (96.), Erena Sakamoto (87.) - NGT48 Team NIII: Noe Yamada (91.) - STU48: Chiho Ishida (99.) |

| „"Suki" no tane” |
| --- |
| Ta piosenka została wykonywana przez szesnaście najlepszych członkiń kampanii „AKB48 53rd Single Senbatsu Sōsenkyo x SHOWROOM”. - AKB48 Team 8 / AKB48 Team K: Ayaka Hidaritomo (11.) - AKB48 Team 8 / AKB48 Team B: Maria Shimizu (10.), Nanase Yoshikawa (4.) - AKB48 Team 8 / AKB48 Team 4: Rira Miyazato (7.) - AKB48 Kenkyūsei: Suzuha Yamane (13.) - SKE48 Team S: Izumi Nakamura (12.) - SKE48 Team E: Miki Nonogaki (6.) - NMB48 Team N: Shion Hori (9.) - NMB48 Team M: Rurina Nishizawa (8.) - NGT48 Team G: Rika Nakai (środek, 1.), Ayuka Nakamura (3.) - STU48: Chiho Ishida (14.), Mitsuki Imamura (5.), Yuri Torobu (15.), Akari Fukuda (2.) - STU48 Kenkyūsei: Yūka Oki (16.) |

| „Yuri o sakaseru ka?” |
| --- |
| - AKB48 Team A: Mion Mukaichi, Yui Yokoyama - AKB48 Team B: Megu Taniguchi - AKB48 Team 4: Ma Chia-ling, Mizuki Yamauchi - AKB48 Team 8 / AKB48 Team A: Rin Okabe, Yui Oguri - AKB48 Team 8 / AKB48 Team K: Narumi Kuranoo - AKB48 Team 8 / AKB48 Team 4: Ayane Takahashi - SKE48 Team KII: Yuna Obata - NMB48 Team N: Ayaka Yamamoto - NMB48 Team BII: Eriko Jō - HKT48 Team TII: Hana Matsuoka - NGT48 Team NIII: Yuka Ogino, Minami Katō - NGT48 Team G: Hinata Honma - STU48: Yumiko Takino |

## Notowania
| Lista                             | Pozycja |
| --------------------------------- | ------- |
| Oricon Weekly Singles Chart       | 1       |
| Oricon Yearly Singles Chart       | 2       |
| Billboard Japan Hot 100           | 1       |
| Billboard Japan Hot Singles Sales | 1       |

## Sprzedaż
| Dane wg         | Sprzedaż   |
| --------------- | ---------- |
| Oricon          | 1 476 462  |
| Billboard Japan | 1 639 512+ |